# Bhāgavata Purāṇa
Il  Bhāgavata Purāṇa, (devanāgarī: भागवतपुराण; lett. "Il Purāṇa dei seguaci del Bhagavat") conosciuto anche come Śrīmad Bhāgavatam, è uno dei Purāṇa, testi sacri della tradizione induista. 
È composto da 14.579 strofe divise in dodici sezioni o canti. (skandha) per complessivi 335 (adhyāya).
Il tema centrale dell'opera è Viṣṇu/Kṛṣṇa qui inteso come il Bhagavat, Dio, la Persona suprema.
Il primo canto fornisce un elenco degli avatara di Visnù, ed i canti successivi ne descrivono in dettaglio le caratteristiche ed i lila (passatempi); il decimo e l'undicesimo canto offrono una narrazione dettagliata dell'apparizione di Krishna, dei suoi passatempi a Vrindavana e delle sue istruzioni ad alcuni devoti. Il canto finale, il dodicesimo, anticipa l'avvento dell'età del Kali yuga (l'era attuale, in accordo con il ciclo induista), e la futura distruzione dell'universo materiale da parte di Kalki.
Secondo la tradizione e come scritto nello stesso Bhāgavatam, il testo venne redatto dal compilatore dei Veda, Vyasadeva; recitato dal figlio di quest'ultimo, Sukadeva gosvami, sulle rive del Gange, al morente re Parikshit, viene ascoltato da Suta Gosvami, un celebre rishi che, a sua volta, lo ripete ai saggi riuniti in assemblea nella foresta di Naimisha, vicino al fiume Gomati, insieme al Mahabharatha. 
Preoccupati dal futuro dell'umanità, i saggi si erano riuniti per compiere dei rituali al fine di ostacolare le influenze della nuova era che proprio allora stava iniziando, il kali yuga.

Il racconto ha inizio proprio nel momento in cui Suta arriva nella foresta, e costituisce la risposta fornita da Suta alle domande dei rishi sull'essenza della saggezza vedica.

## Origini
Secondo la tradizione vaishnava il testo è stato redatto poco prima dell'avvento del Kali Yuga, circa 5.000 anni fa.  

Gli studiosi fanno risalire invece la redazione del testo al medioevo, tra il IX secolo e il X secolo. 

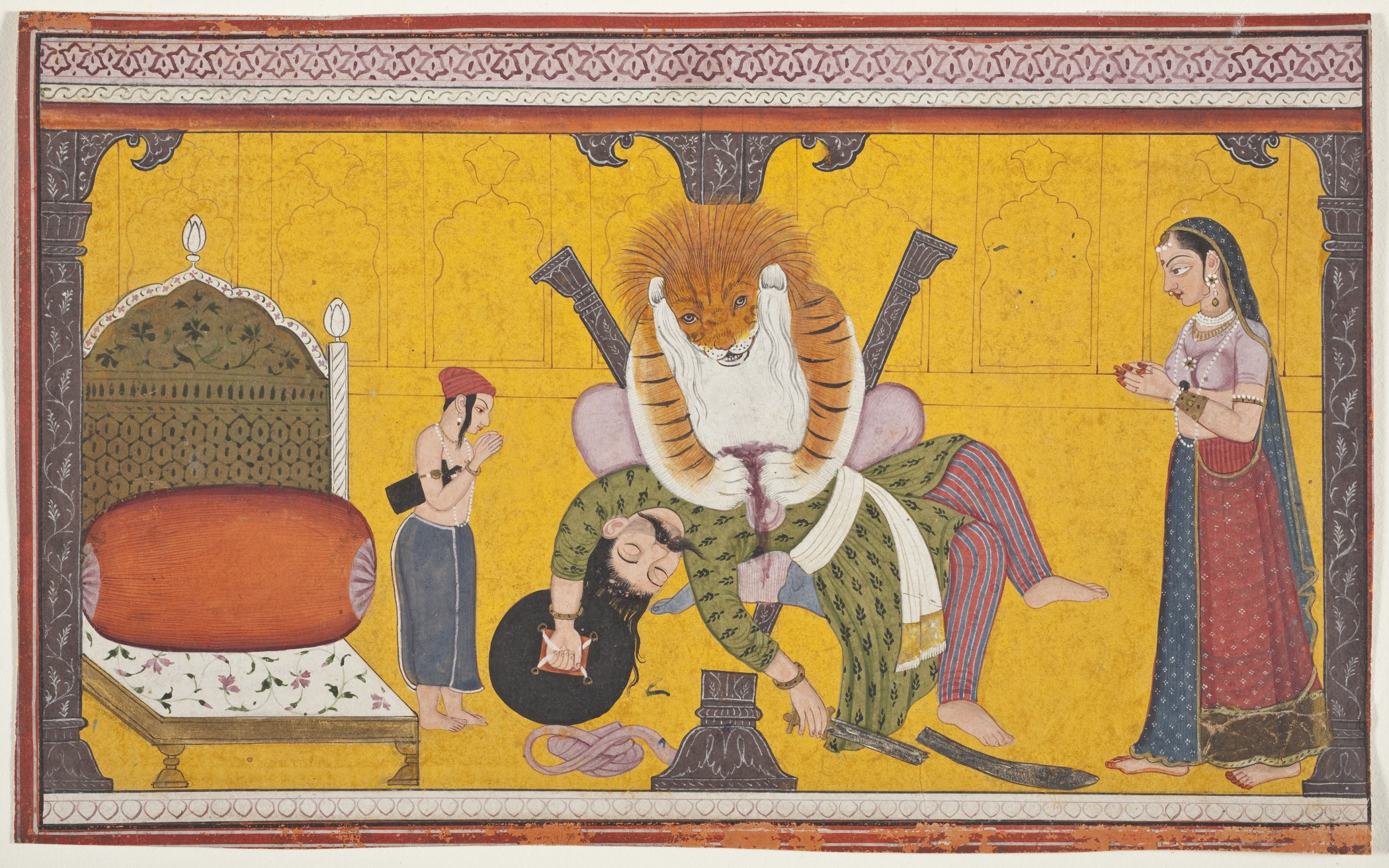
Illustrazione da un manoscritto del Bhagavata Purana del XVIII secolo: Narasiṃha uccide Hiranyakashipu

## Contenuti

### Introduzione
Il Bhagavata Purana è la narrazione di una conversazione durata sette giorni. Il re Parikshit (nipote di Arjuna, discendente dunque dei Pandava), maledetto da un brāhmaṇa e condannato pertanto a morire entro sette giorni, decide di trascorrere i suoi ultimi giorni dedicandosi a raggiungere il vero scopo della vita. si ritira sulle rive del Gange, a digiunare e meditare.
Qui ascolta gli insegnamenti di Sukadeva gosvami sulla realizzazione spirituale più elevata, ovvero la devozione nei confronti di Krishna, Dio, la Persona Suprema.

### Incarnazioni di Vishnu
Il Bhāgavatam descrive vari lila di venticinque incarnazioni (avatāra) di Vishnu, tra cui i lila-avatara: Matsya, Varāha, Kūrma, Narasiṃha, Vāmana, Parashurama, Rāma, Krishna, Balarāma, Kalki.

### Krishna

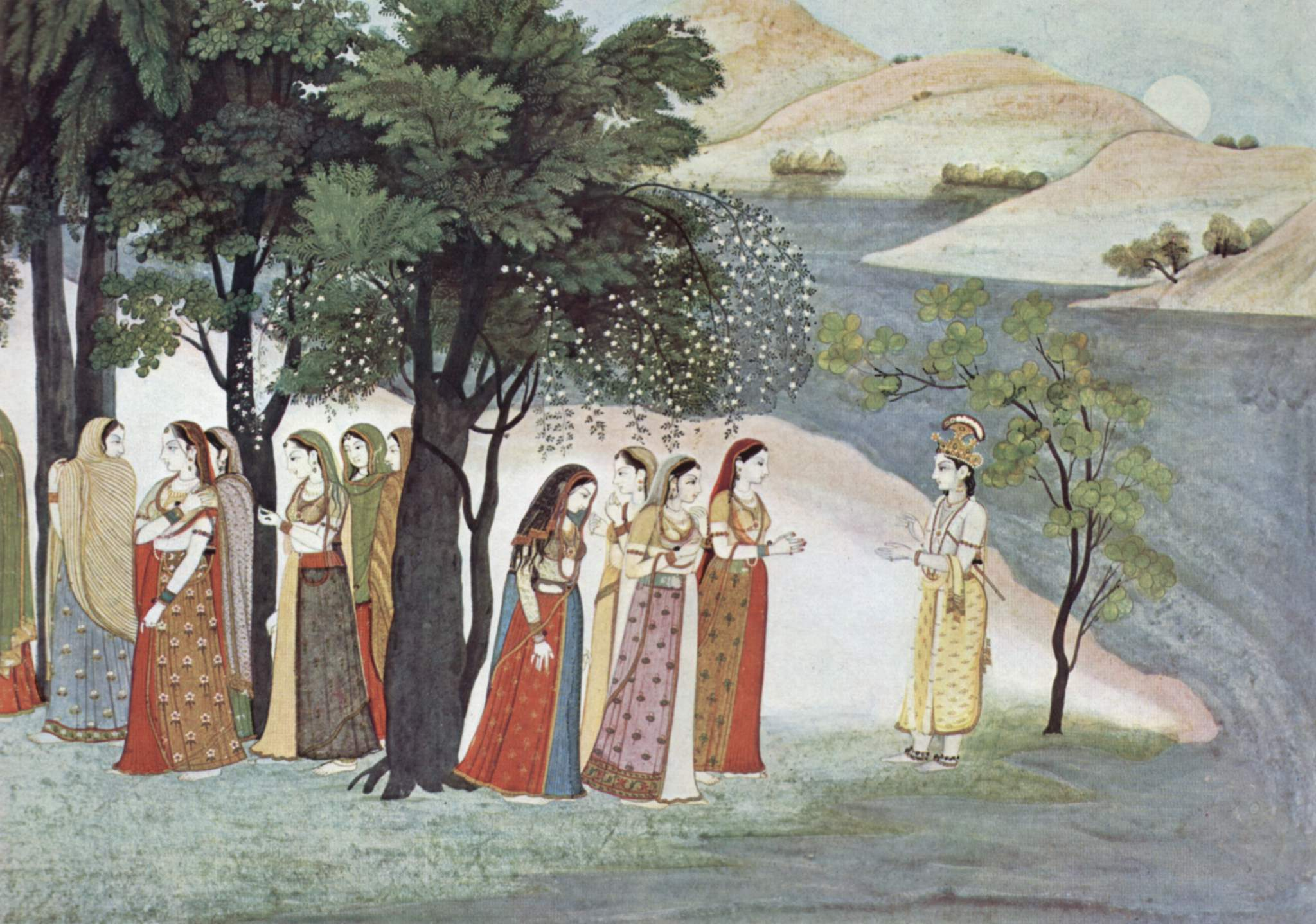
Scena del Bhagavata Purana: Krishna e le Gopi

Il Decimo Canto del Bhagavata Purana descrive l'infanzia di Krishna, cresciuto da alcuni allevatori a Vrindavan, nei pressi del fiume Yamuna. Il giovane Krishna conosce diversi piaceri e passatempi, come il furto del burro nelle case dei vicini, i giochi con il fratello Balarama ed i loro amici, o i giochi amorosi con Radharani e le altre gopi (pastorelle), il cui unico desiderio è compiacerlo. Una sera, dopo aver attratto le gopi fuori dalle loro case con il suono del flauto, si moltiplica per danzare con ognuna di loro (rasa lila). Le gopi sono rappresentate come un modello di perfetta bhakti, devozione ed amore verso Dio.